# Каменський район (Воронезька область)
Кам'янський район (рос. Каменский район) — адміністративна одиниця на заході Воронезької області Росії.
Адміністративний центр — смт Кам'янка.

## Географія
Розташований в західній частині Воронезької області і межує:
- З півночі — з Острогозьким муніципальним районом,
- Із заходу — з Ольховатським муніципальним районом Воронезької області і Бєлгородською областю;
- З півдня — з Подгоренським муніципальним районом;
- Зі сходу — з Павловським муніципальним районом.